# Museo de fotografía de Salónica
El Museo de Fotografía de Salónica (en griego, Μουσείο Φωτογραφίας Θεσσαλονίκης) es un museo dedicado a la fotografía y situado en la ciudad de Salónica, en la Macedonia Central de Grecia.

## Historia
El museo fue fundado en el año 1987 por el arquitecto Aris Georgiou, Apostolos Maroulis y Yiannis Vanidis pero no tuvo reconocimiento legal hasta el año 1997 por lo que abrió en 1998 siendo Giorgos Makris su presidente y teniendo como primer director a Aris Georgiou. Se encuentra en el Almacén 1 del Puerto de Tesalónica, a continuación del Museo de Cine de Salónica.
Desde 1988 Aris Georgiou organizaba un encuentro fotografíco que desembocó en la Bienal de Fotografía de Salónica, que en 2014 llevaba 22 ediciones y contaba con la participación de fotógrafos griegos y extranjeros procedentes de 23 países.
En  1995, cuando la ciudad de Salónica fue designada “capital cultural de Grecia”, las autoridades proclamaron su objetivo de crear un museo de fotografía. Para ello se formó un comité asesor bajo la presidencia de Yorgos Katzangelos. Pero fue en  1997 cuando el Museo de Fotografía de Salónica fue establecido oficialmente mediante una ley. Hubo que esperar a 1998 para que el museo fuese inaugurado oficialmente con Giorgos Makris como presidente y Aris Georgiou como primer director.
Rápidamente se convirtió en un referente de la cultura y la historia de la ciudad y de la fotografía en Grecia. Entre los años 2006 y 2014, todas las actividades del museo atrajeron a más de un millón de personas y el museo produjo o acogió más de 360 exposiciones, presentadas en 26 ciudades en Grecia y en el extranjero.
El 2 de mayo de 2012 un incendio en una empresa de almacenamiento cercana se extendió por el museo y destruyó parcialmente la colección moderna del museo, incluidas obras de 1985 de la colección de artistas griegos y extranjeros. Según la dirección del museo, el 95% de las obras dañadas podrían salvarse gracias a técnicas de restauración. La reconstrucción del museo se llevó a cabo en 2013, con la ayuda de la Embajada de Francia y el Museo de la Fotografía de Charleroi, de Bélgica.
En septiembre de 2015, el museo de fotografía de Salónica presentó una importante exposición coproducida con el Palacio de Bellas Artes de Bruselas ( BOZAR, Centro de Bellas Artes ) y el Fotomuseo neerlandés ( Nederlands Fotomuseum ) de Róterdam titulado  Caras. el retrato fotográfico en Europa desde 1990 , que reúne en particular fotografías de Tina Barney, Anton Corbijn, Denis Darzacq, Luc Delahaye, Rineke Dijkstra , Jitka Hanzlová, Alberto García-Alix,  Boris Mikhailov, Jorge Molder, Anders Petersen, Paola De Pietri, Jorma Puranen, Thomas Ruff, Clare Strand, Beat Streuli, Thomas Struth, Juergen Teller, Manfred Willmann.
En julio de 2016, el museo se unió al proyecto  Urban Layers - New Paths in Photograhy  organizado gracias a la cooperación de seis socios mediterráneos bajo la dirección del departamento  Historia, sociedad y Estudios  de la Universidad del Salento (Lecce, Italia) en el marco del programa “Europa Creativa”, a través del cual la Unión Europea financiaba proyectos de cooperación cultural. Este proyecto planteaba la cuestión del concepto de identidad en un momento crucial del viaje de la Unión Europea, y abordaba las interacciones históricas entre los pueblos del Mediterráneo en una verdadera encrucijada fotográfica de culturas.

## Objetivos
El objetivo del museo es recolectar fotografías, especialmente fotografías históricas y artísticas de Grecia. Así como organizar exposiciones y acontecimientos donde mostrar la colección del museo y también colaborar con otros organismos similares en la difusión de la fotografía y en la publicación de libros sobre la misma.
El museo publica regularmente libros, a menudo relacionados con las exposiciones que presenta, como el libro "10 aspectos de la fotografía helénica. Tendencias recientes en la creación (1995 - 2008)" , catálogo de la exposición diseñado por Vangelis Ioakimidis,  o "Fotografías de Thessaloniki"  por Aris Georgiou,  "Instantáneas - fotografías 1967-1974"  por Dimitris Soulas o incluso "Formas y sombras del teatro" de Costas Ordolis.
Más allá del aspecto puramente museístico de su actividad (colección, conservación y estudio de obras fotográficas) y la edición de libros, el museo organiza diversas actividades (programas educativos, visitas, exposiciones, conferencias) y festivales para la promoción y visibilidad de la fotografía.
Desde 1999 el museo ha colaborado con organismos griegos e internacionales para emprender la organización de ‘Foto Synkyria', la más importante y duradera institución fotográfica del país.

## Colección
El museo tiene en particular los archivos del fotógrafo Sócrates Iordanides, que cubren temas actuales de la década de 1950,  1960 y 1970, de moda y paisajes urbanos. Se está preparando para adquirir una colección de fotografías de 39 fotógrafos griegos contemporáneos, así como los archivos del fotógrafo Giannis Stylianos.
Entre los fotógrafos extranjeros, de los que el museo tiene obras, podemos citar: Vasco Ascolini, Jean-François Bauret, Luc Choquer, Carl De Keyzer, Gilles Ehrmann, Bruce Gilden, Richard Kalvar, Josef Koudelka, Roland Laboye, Joel Meyerowitz, Claude Nori, Tod Papageorge , Bernard Plossu, Miguel Rio Branco, Alex Webb, Patrick Zachmann. 